# Andries Stock
Pour les articles homonymes, voir Stock (homonymie).
Andries Stock ou Andries Jacobsz. Stock (vers 1580, Anvers - 1648, La Haye) est un peintre graveur et illustrateur néerlandais Baroque d'origine flamande du siècle d'or. Il est connu pour ses peintures de portraits.

## Biographie
Andries Stock est né en Flandres, peut être à Anvers. Il étudie la peinture et devient maitre en 1613 à La Haye. En 1642, il est accusé de faux monnayage à Amsterdam et gracié la même année. Vers 1645, il s'installe près d'Anvers et retourne travailler à La Haye en 1647.
Il meurt en 1648 à La Haye aux Pays-Bas.

## Œuvres

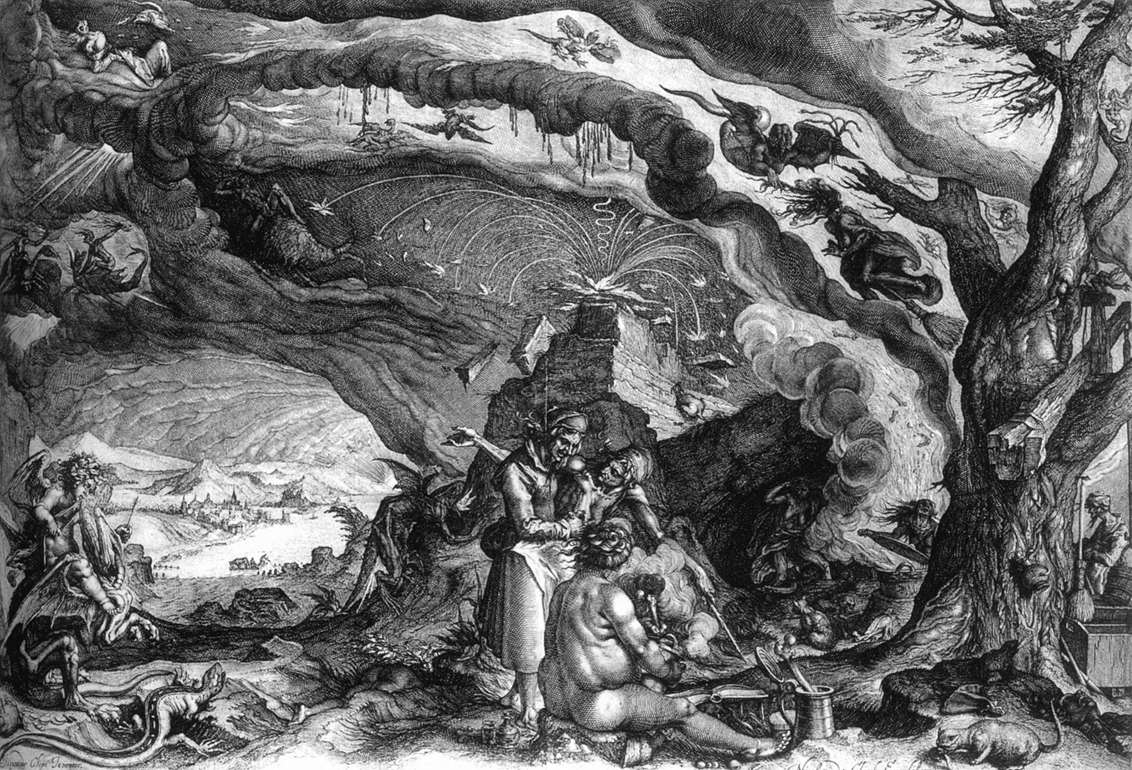
Sabbat des sorcières.

- La Diseuse de bonne aventure[1], Rijksmuseum, Amsterdam
- Un vieil homme tente d'acheter l'amour d'une jeune femme[2], Rijksmuseum, Amsterdam